# Tita Lobo
Tita Lobo, nome artístico de Maria de Lourdes Gusmão Lobo é uma cantora, violonista e compositora brasileira e integrante da dupla Edson e Tita.
Lançou um LP em 1982, com parceria de Edson Lobo, o disco Novidade de Vida, produção de Gabriel Pessanha. E em 2001, lançou o CD Gosto Tanto, também em parceria de Edson Lobo, tendo participações de João Donato, Robertinho Silva, Duduka da Silva, Jessé Sadoc, Ricardo Pontes, Célia Vaz, Maucha Adnet. Fez vários shows ao lado de Edson Lobo, Alfredo Cardim e Joe Hunt quando morava em Boston entre 1993 e 1995.

## Biografia
Tita iniciou sua trajetória na música ainda na infância, aprendendo a tocar violão e cantar. Aos 10 anos de idade, fez sua primeira aparição pública em um show do cantor e compositor Luiz Gonzaga em Minas Gerais.
No primeira metade da década de 1960, mudou-se para o Rio de Janeiro, onde introduziu-se no cenário da bossa-nova. Em 1964, lançou seu primeiro álbum solo, chamado Tita, produzido por Armando Pittigliani e lançado pela Philips Records. No ano seguinte, venceu o Prêmio Guarani e, em 1967, foi classificada no II Festival internacional da Canção com a música "Foi no Carnaval".
Mais tarde, iniciou um relacionamento com o músico Edson Lobo. Mais tarde, os músicos tornaram-se evangélicos e iniciaram o duo Edson e Tita, com Tita como vocalista e intérprete, cujo repertório concentrou músicas religiosas e não-religiosas, com o lançamento de 4 álbuns: Novidade de Vida (1982), Partiu do Alto (1990), Gosto Tanto (2003) e Uma Festa na Vida da Gente (2014).
Durante a década de 1980, Tita se envolveu num conflito judicial com o músico Tom Jobim, o qual acusou de ter plagiado uma de suas canções, chamada "Meus Amigos", em relação a "Anos Dourados", escrita pelo músico em parceria com Chico Buarque.
Tita ainda gravou colaborativamente com o pianista João Donato em várias ocasiões, incluindo o álbum João Donato Reencontra Maria Tita, lançado em 2004.

## Discografia
Carreira solo
- 1964: Tita
- 1995: Tita Quartet
- 2004: João Donato Reencontra Maria Tita

Com Edson Lobo